# Théologie morale des Jésuites

Théologie morale des Jésuites (titre complet : Théologie morale des Jésuites extraite fidèlement de leurs livres) est un ouvrage de polémique théologique écrit par Antoine Arnauld, publié en août 1643.
L'auteur y expose et y critique certaines positions prises par les jésuites en matière d'éthique, en les jugeant laxistes. L'ouvrage, de modestes proportions, s'organise autour de cinq thèmes : morale chrétienne en général, commandements de Dieu, décalogue, sacrements, Église et hiérarchie. La documentation d'Arnauld a probablement été fournie par le docteur de Sorbonne François Hallier.
Sortant de presse trois ans après l'Augustinus, ouvrage posthume de Jansenius, l'ouvrage d'Antoine Arnaud ouvre le débat entre jésuites et jansénistes. Sa Théologie morale des Jésuites constitue sans doute la première attaque d'ensemble issue d'un milieu catholique contre la morale jugée relâchée que prônerait la Compagnie de Jésus : les Jésuites y apportent rapidement plusieurs réponses. L'œuvre a sur le moment peu d'impact sur l'opinion ; tout au long du XVIIe et du XVIIIe siècle, elle inspire toutefois de nombreux écrits anti-jésuites, dont Les Provinciales, en particulier en ce qui concerne l'argumentation et le choix des citations.  
Antoine Arnauld écrit Théologie morale des jésuites pour se défendre des attaques jésuites contre un livre publié peu de temps avant : De la Fréquente communion.